# 間人けんか屋台
間人けんか屋台祭りは、京都府京丹後市丹後町間人（たいざ）にて、毎年10月第2週の土・日曜日の2日間に行われる秋祭り。2日目の日曜午後には太鼓台同士の押し合い・ぶつけ合い（けんか屋台）神事が行われる。そのけんか屋台神事の激しさは日本全国でも他に類を見ないものであり、大勢の見物客がその勇壮さに見入る。

## 概要
京都府京丹後市丹後町間人にて、毎年10月第2週の土曜夜（宵祭り）と日曜午前・午後（本祭り）に豊漁や豊作に感謝して行われる伝統の秋祭り。この祭りではいわゆる神輿でなく、屋台の中に太鼓を据えた太鼓台に長い担ぎ棒を組んだものを大人数で担ぐ。この太鼓台を担ぐというスタイルは、大阪府内の大和川より北側に位置する地区でもしばしば見られる布団太鼓に近いものがある。大きさで分けて大人用と子供用の太鼓台があり、それぞれ大屋台、小屋台と呼ばれる。大屋台を担ぐために組み付ける長柱（担ぎ棒）は全長約20メートルにもなる。
間人区域には全部で6つの地区（岡成区、谷区、向地区、小泊区、古間東区、古間西区）があり、地区ごとに大屋台と小屋台が1基ずつある。つまり、屋台は6地区ｘ2基＝合計12基。
それら6つの地区は、それぞれ地区の色（チームカラー）が決められており、ハッピの色などで見分けることができる（赤、桃、黄、緑、紫、紺）。
屋台の中心に位置する太鼓台には大太鼓を置き、大太鼓の周りに2人の叩き手が座る。たとえ屋台が引っくり返って逆さになろうとも、2人の叩き手は絶えず太鼓を叩き続ける。
屋台の四隅には笹か椎の木を飾り、地区によってどちらを飾るか決められている。かつては、椎はシブくて戦いのスタイルとも言われ、祭りの最中に笹から椎へ付け替える地区もあった。
屋台の担ぎ手は「よいさ、よいやさ、よいよい」の掛け声で威勢良く屋台を担ぎ、街中を元気に練り歩き巡航する。太鼓の叩き手は伝統の太鼓拍子で担ぎ手の足のスピードを調節したり、屋台の士気を鼓舞する。
巡航中に他地区の屋台と鉢合わせした時は屋台同士を横に合わせ、お互いを褒め称える意味で屋台同士を上下に揺する『揺すり合い』を行う。
祭り2日目の午後は12基の屋台が2箇所（向地区内の三柱神社下の三叉路、小間西区の三柱神社下）に集結する。まずは屋台同士の『揺すり合い』から始まり、翌年から小学校に入学する児童による『お稚児さん』のお披露目歩きを拍手で迎えた後、午後２時半頃から屋台の激しい押し合い・ぶつけ合い（けんか屋台）が始まっていく。屋台を激しくぶつけ合う事で、住民同士が互いにケガレを祓うといういわれがある。
なお、このけんか祭り翌日は同区域内の間人小学校グラウンドにて町民運動会が行われる。運動会では、祭りの雰囲気をそのまま持ち込んで地区対抗で競技を行ってその年の秋祭り行事の終わりとし、翌月の１１月に来たるカニ漁解禁に街全体が備える。

## ギャラリー

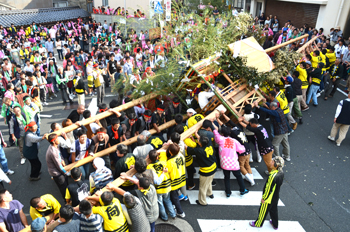
けんか屋台の押し合い・ぶつけ合い
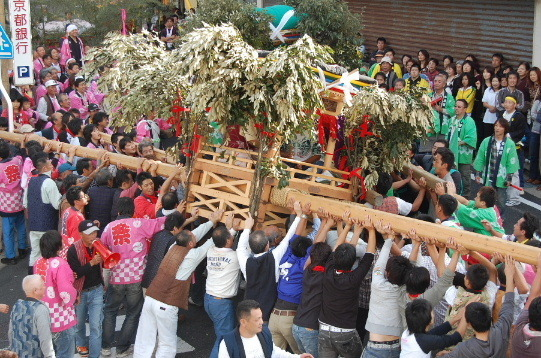
けんか屋台の押し合い・ぶつけ合い
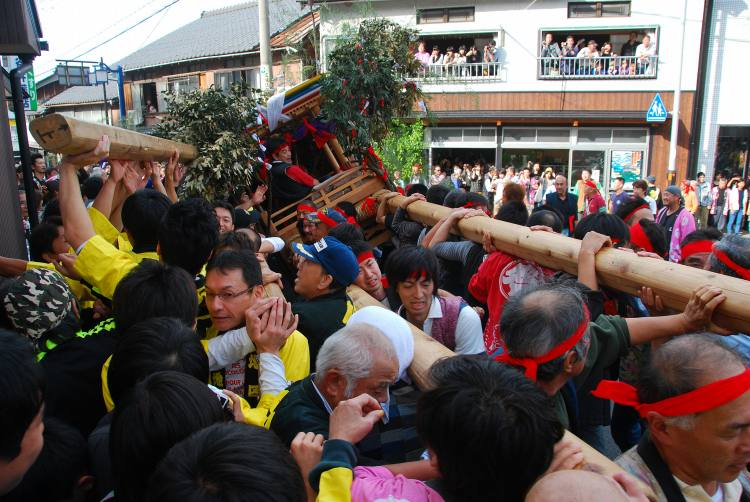
けんか屋台の押し合い・ぶつけ合い
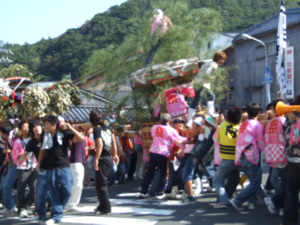
けんか屋台の押し合い・ぶつけ合い
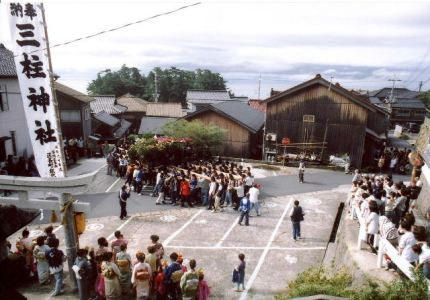
小間区の三柱神社下
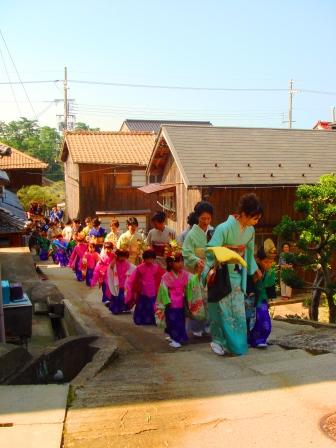
お稚児さん